# (34052) 2000 OL37
2000 OL37 (asteroide 34052) é um asteroide da cintura principal. Possui uma excentricidade de 0.07919570 e uma inclinação de 22.22404º.
Este asteroide foi descoberto no dia 30 de julho de 2000 por LINEAR em Socorro.